# سیارک ۸۱۱۰
سیارک ۸۱۱۰ (به انگلیسی: 8110 Heath، نامگذاری:1995DE2) هشت هزار و صد و دهمین سیارک کشف شده‌است که در ۲۷ فوریه ۱۹۹۵ کشف شد.
قدر مطلق سیارک برابر ۱۳٫۳ است.